# Saban Entertainment
Pour les articles homonymes, voir Saban (homonymie).
Ne doit pas être confondu avec Saban Capital Group.
Saban Entertainment, d'abord Saban Productions jusqu'en 1988, est un groupe de médias américain fondé par le producteur israélien Haim Saban en 1980 et disparu en 2002. En 2014 est créée la société de distribution de films Saban Films.

## Historique
En 1980, Haim Saban et Shuki Levy fondent Saban Productions, une filiale américaine de Saban International Paris, une société spécialisée dans le doublage et l'adaptation de séries japonaises telles que Les Petits Malins, Samouraï Pizza Cats, Dragon Ball Z et les trois premiers Digimon assurant aussi la syndication de ces programmes en dehors du Japon. Saban était dans les années 1980 associé à Jean Chalopin au sein de la société Diffusion Information Communication (DIC) qui a produit des séries comme Ulysse 31, Les Mystérieuses Cités d'or
ou Inspecteur Gadget. Saban est aussi connu pour ses adaptations occidentalisées de séries japonaises dont Power Rangers, Masked Rider, VR Troopers ou Beetleborgs.
Au début des années 1990, la société se rebaptise Saban Entertainment et développe une filiale internationale nommée Saban International.
En 1995, Saban Entertainment fusionne avec Fox Children's Productions, filiale de News Corporation, sous le nom de Fox Kids Worldwide permettant une meilleure visibilité avec le bloc de programmes lancé en 1993 nommé Fox Kids.
Le 23 juillet 2001, Haim Saban et News Corporation annoncent vouloir vendre la société Fox Family Worldwide à la Walt Disney Company pour 5,3 milliards de $. Le 24 octobre 2001, la vente est finalisée et le groupe est renommé Buena Vista Studios Entertainment ; d'autres renommages s'ensuivent :
- Saban International devient Disney-ABC International Television ;
- Fox Family Worldwide devient ABC Family Worldwide (détenu par Disney) ;
- Fox Kids (le bloc de programme) se rebaptise Fox Box puis 4Kids TV (détenu par News Corp) ;
- Fox Kids (les chaines de télévision) sont renommées Jetix (détenues par Disney).

À la suite de ce rachat par Disney, les autres actifs de la société d'Haim Saban, essentiellement les droits musicaux ont été regroupés au sein de la société Saban Capital Group, créée en 2001. Saban International Paris a été vendu la même année après le départ de Haim Saban. En 2002, il a été renommé SIP Animation et Disney a acquis une participation de 49%. SIP Animation a continué à négocier et à produire des spectacles pour Fox Kids Europe (plus tard, Jetix Europe) jusqu'en 2009, date à laquelle ils sont devenus dormants et ont finalement été fermés.
Le 12 mai 2010, Saban Brands récemment créée rachète à Disney la franchise Power Rangers pour un montant de 43 millions de dollars 
À partir de 2014, la société Saban Films distribue de nombreux films sur le continent américain, dont The Revenge et L'Affaire Monet avec John Travolta, USS Indianapolis : Men of Courage avec Nicolas Cage, Cell Phone avec Samuel L. Jackson, Dark Crimes avec Jim Carrey, Hangman avec Al Pacino…

## Filmographie

### Distribution
- 2014 : The Homesman
- 2014 : Braquage à l'américaine
- 2014 : L'Affaire Monet
- 2015 : Tracers
- 2015 : Backtrack : Les Revenants
- 2016 : 31
- 2016 : Le Casse
- 2016 : The Confirmation
- 2016 : The Revenge
- 2016 : Un hologramme pour le roi
- 2016 : Cell Phone
- 2016 : The Last Face
- 2016 : La Filature
- 2016 : USS Indianapolis: Men of Courage
- 2016 : Revenger
- 2016 : Dark Crimes
- 2017 : An Ordinary Man
- 2017 : The Professional
- 2017 : Gun Shy
- 2017 : Killing Gunther
- 2017 : Forgiven
- 2017 : 24H Limit
- 2017 : Hangman
- 2017 : Bullet Head (production)
- 2018 : Day of the Dead: Bloodline
- 2018 : Braven, la traque sauvage
- 2018 : Black Water
- 2018 : Siberia
- 2018 : Speed Kills
- 2018 : Kursk
- 2018 : Final Score
- 2018 : Gentlemen cambrioleurs
- 2018 : Possession
- 2018 : Nomis
- 2018 : Les Derniers Jours de Monsieur Brown
- 2018 : City of Lies
- 2018 : Keepers
- 2019 : Berlin, I Love You
- 2019 : Light of My Life
- 2019 : La Victoire dans le sang
- 2019 : The Haunting of Sharon Tate
- 2019 : Domino : La Guerre silencieuse
- 2019 : Never Grow Old
- 2019 : Guns Akimbo
- 2019 : 3 from Hell
- 2019 : Jay et Bob contre-attaquent… encore
- 2019 : 64 minutes chrono
- 2020 : Suspect numéro un
- 2020 : Wander
- 2020 : Fatman
- 2020 : Un dîner de folie (Friendsgiving (en))
- 2020 : Love, Weddings & Other Disasters (en)
- 2020 : Le Beau rôle
- 2021 : Anti-Life
- 2021 : Cosmic Sin
- 2021 : Fini de jouer (The Kid Detective)
- 2021 : Détour mortel : La Fondation
- 2021 : Ida Red (en)
- 2022 : Panama
- 2022 : Agent Game
- 2022 : The Last Manhunt
- 2022 : Paradise City
- 2022 : On the Line
- 2023 : The Old Way
- 2023 : Butcher's Crossing
- 2024 : Cult Killer
- 2024 : Mob Land
- 2024 : Knox
- 2024 : The Unholy Trinity
- 2025 : High Rollers
- 2025 : Afterburn